# Rue du Général-Gallieni
Ne doit pas être confondu avec Avenue du Général-Gallieni.
La rue du Général-Gallieni est une voie de communication de Rosny-sous-Bois. Elle suit le tracé de la route nationale 186.

## Situation et accès

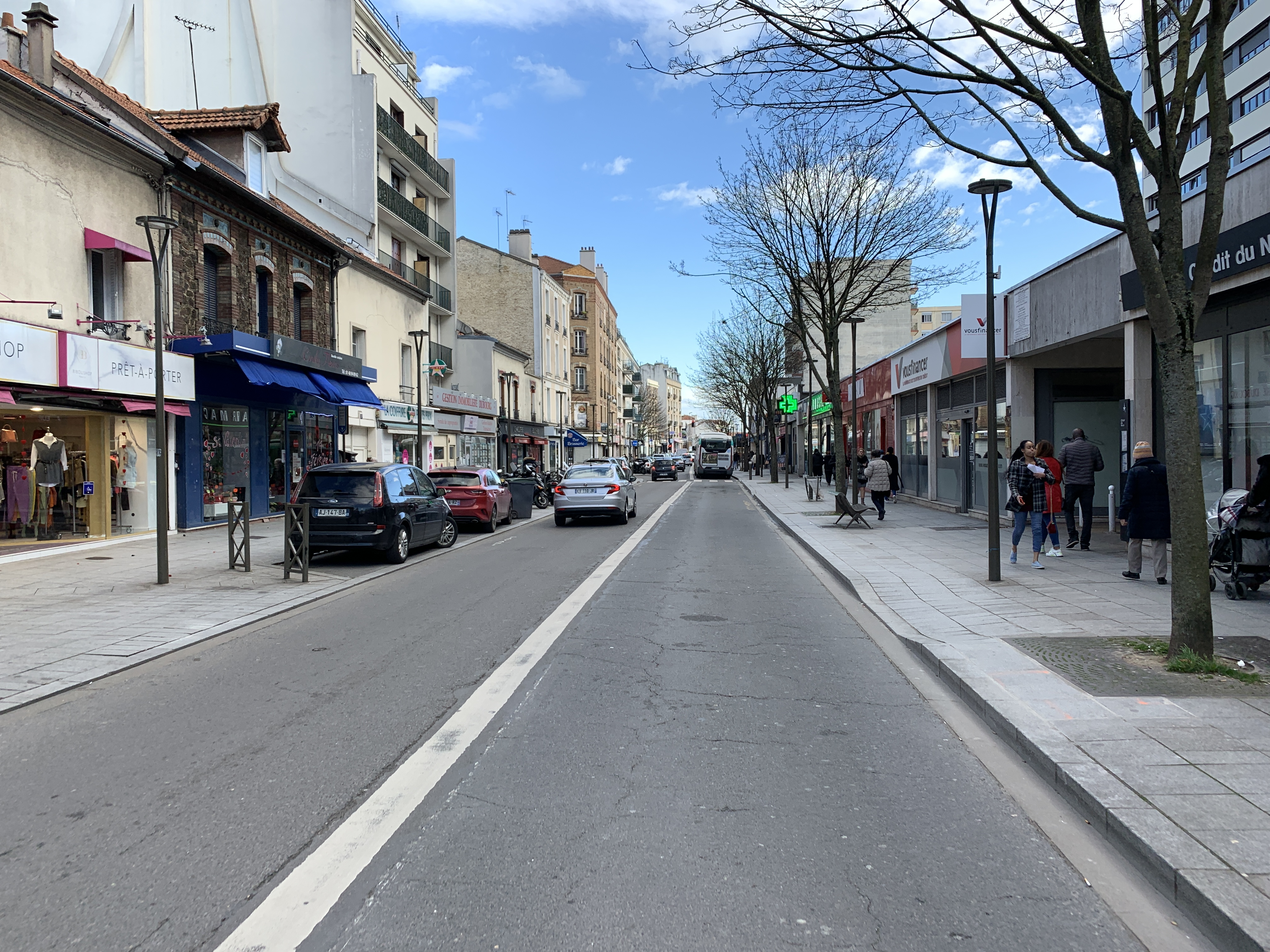
La rue du Général-Gallieni en 2021.

Cette voie orientée du nord-ouest au sud-est commence place de l'Église-Sainte-Geneviève au croisement de la rue du 4e-Zouaves et se termine à la place Émile-Lécrivain (anciennement place de la Mairie) où elle rencontre la rue du Maréchal-Maunoury.
Elle est desservie par la gare de Rosny-sous-Bois.

## Origine du nom
La voie doit son nom à Joseph Gallieni (1849-1916), militaire et administrateur colonial français.

## Historique

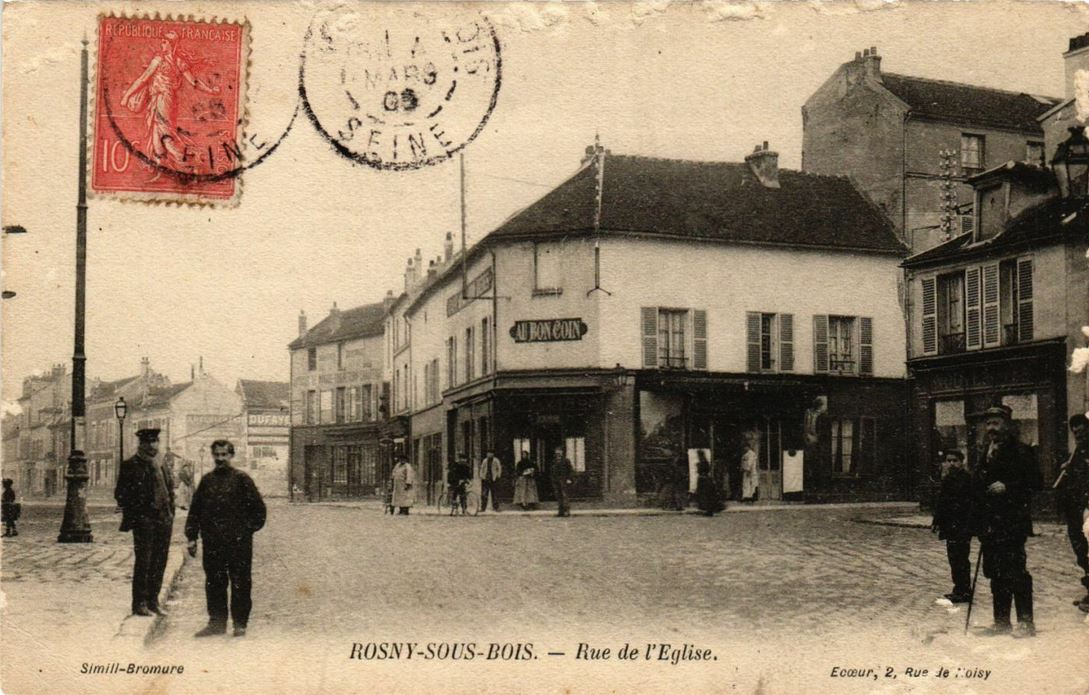
La rue de l'Église vers 1900.

Cette rue s'appelait autrefois rue de l'Église.

## Bâtiments remarquables et lieux de mémoire

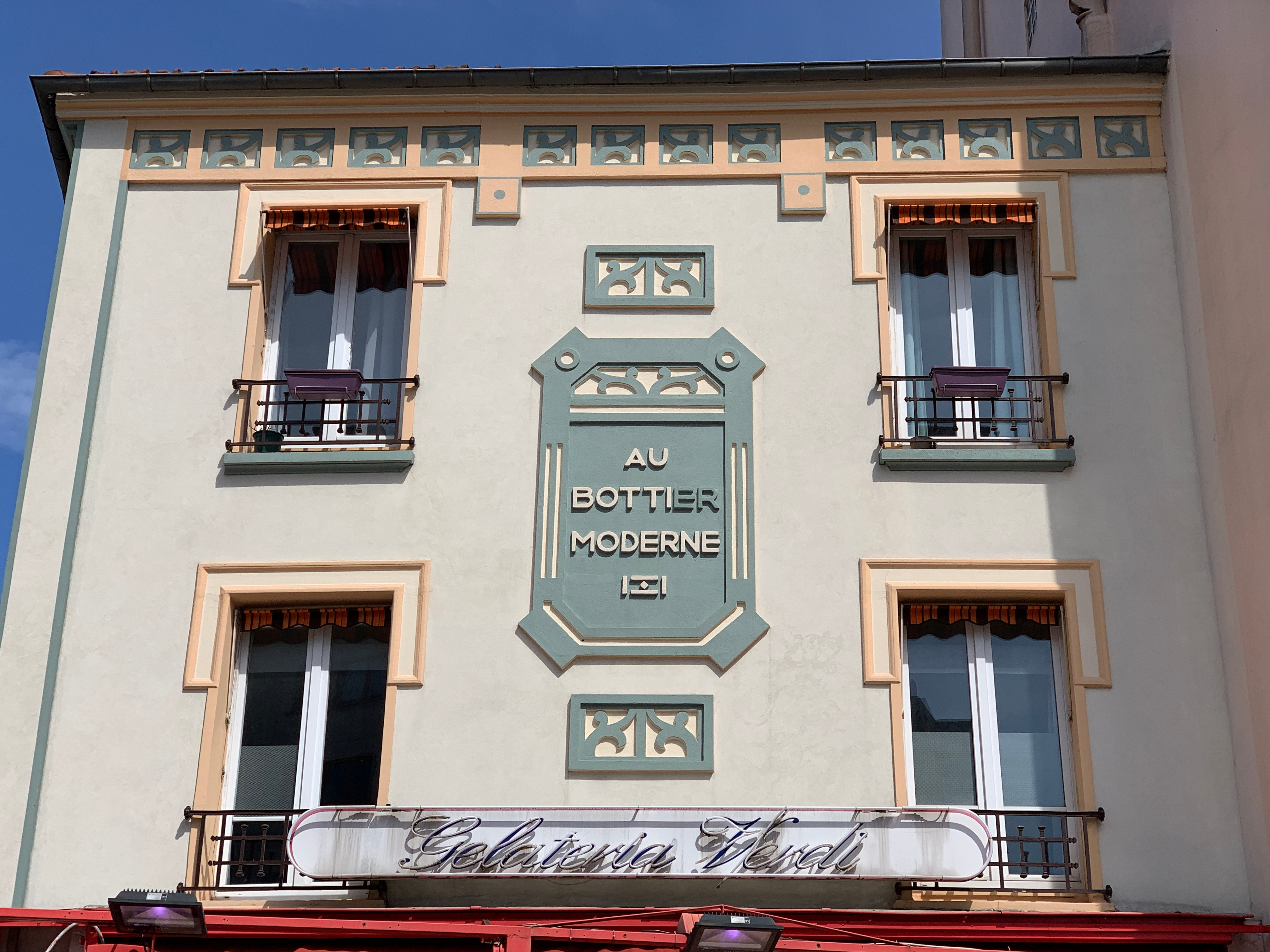
Au Bottier Moderne, avril 2021.

- Église Sainte-Geneviève, en face de la place Carnot ;
- Au no 5 de cette rue fut établie en 1828 la première mairie de la commune, dans un bâtiment acquis pour la somme de douze-mille francs. Elle servait aussi d'école, mais aussi de presbytère, et ce, jusqu'en 1829[3]. C'est en 1863 que fut pour la première fois soulevée la question d'établir un nouvel édfifice, ce qui fut achevé en 1868, place Émile-Lécrivain.
- Immeuble Au Bottier Moderne, datant des années 1950[4].
- Au no 30, s'installa en 1870 la Gendarmerie dans une maison louée à cet effet, avant d'occuper en 1923 des nouveaux locaux au no 10 de la rue du Maréchal-Maunoury. Elle fut détruite dans les années 1970 lors des destructions opérées dans le centre-ville.